# Batu Sawar (Maro Sebo Ulu)
Batu Sawar is een bestuurslaag in het regentschap Batang Hari van de provincie Jambi, Indonesië. Batu Sawar telt 463 inwoners (volkstelling 2010).